# Nørgård Mikkelsen
Nørgård Mikkelsen A/S er et dansk reklamebureau grundlagt i 1967 i Odense.
Nørgård Mikkelsen er et af Danmarks største reklamebureauer og har stået bag adskillige markante reklamekampagner både i trykte og elektroniske medier. Blandt de mest markante kampagner i bureauets historie er ”Her er en mand. Han er glad” for Hjulcenteret. Desuden ”Det er ikke så ringe endda” for Fiskebranchen, hvor Minna og Gunnar (spillet af skuespillerne Kirsten Lehfeldt og Niels Olsen) lærte danskerne, at fisk – det er der ingen ben i. Senest en kampagne for Rynkeby “Monkey Dance”, hvor orangutangen Rynke blev revitaliseret efter en periode på 7 års glemsel, kampagnen tog udgangspunkt i de sociale medier. 
Nørgård Mikkelsen arbejder ud fra devicen ”hvor skal væksten komme fra”, med en strategisk indsigt som udgangspunkt og kompetencer inden for udvikling af kampagner og markedsføring til specielt segmenterne FMCG, retail og B2B. 
Bureauets kundeliste tæller bl.a, Matas, Kohberg, Rynkeby, 3-stjernet, Bygma, BoConcept, Inspiration, Knorr, Invita, Odense Marcipan, Fynske Bank, SBS.
Nørgård Mikkelsen ejes af 11 ledende medarbejdere og 3C Holding A/S. Bureauet har til huse på Odense Havn og Vesterbrogade i København, og beskæftiger ca. 85 medarbejdere.